# Свети Теодор и Евпрепије Исповедник
Свети исповедници Теодор и Евпрепије су хришћански светитељи и мученици
Познати су као ученици светог Максима Исповедника. Теодор, је провевши двадесет година у прогонству, мученички пострадао. Евпрепије, страховито гоњен и злостављан, пострадао је исте године. Обојица се сматрају исповедницима вере.
Православна црква прославља зајено свете исповеднике Теодора и Еврепија 20. септембра.